# Liste der Fürsten von Polozk
Die Liste der Fürsten von Polozk weist die Herrscher des Fürstentums Polozk von 960 bis 1387 auf.

## Fürsten von Polozk
- Rogwolod ( -um 978)

### Kiewer Rus
- Isjaslaw (um 987–1001), Sohn von Wladimir dem Großen
- Wseslaw (1001–1003) (?), Sohn von Isjaslaw
- Brjatschislaw (1003–1044), Sohn von Isjaslaw
- Wseslaw (1044–1068), Sohn von Brjatschislaw
- Mstislaw (1068–1069), Sohn von Isjaslaw von Turow
- Swjatopolk (1069–1070), Sohn von Isjaslaw von Turow
- Wseslaw (1071–1101), Sohn von Brjatschislaw
  - Aufteilung des Fürstentums in 6 Teilfürstentümer 1101
- Rogwolod (Boris) (1001 oder 1127–1128), Sohn von Wseslaw
- Dawyd (1128), Sohn von Wseslaw
- Rogwolod (1128–1129) (?)
- Isjaslaw (1129–1132), Regent (Verbannung von Rogwolod und Dawyd nach Byzanz), Sohn von Großfürst Mstislaw von Kiew
- Swjatopolk (1132), Sohn von Mstislaw
- Wasilko, (1132–1144), Sohn von Swjatoslaw von Witebsk[1]
- Rogwolod (Wassili) (1144–1151), Sohn von Rogwolod Boris
- Rostislaw (1151–1159), Sohn von Gleb von Minsk[2]
- Rogwolod (Wassili) (1159–1162)
- Wseslaw (1162–1167), Sohn von Wasilko
- Wolodar (1167), Sohn von Gleb von Minsk
- Wseslaw (1167-nach 1180)
- Boris (nach 1180–1186), Sohn von Dawyd von Witebsk[3]
- Wladimir (1186–1216)
- Wasilko (1216-nach 1220)
- Boris und Gleb (nach 1220) (?)

#### Fürstentum Smolensk
- Swjatoslaw (1222–1232), Regent, Sohn von Mstislaw von Smolensk

### Kiewer Rus
- Brjatschislaw (1232-um 1246/vor 1248), Sohn von Wasilko
- Konstantin Besrukij ( -um 1254)

### Großfürstentum Litauen
- Tautvilas (um 1252–1263), Schwager von Brjatschislaw, Gefolgsmann von Mindaugas
- Konstantin (1264)
- Isjaslaw von Witebsk (1264) (?)
- Gerdenis (1264–1267)
- Isjaslaw von Witebsk (1267-um 1270) (?)
- Konstantin (um 1270-vor 1292)
- Iwan (um 1290) (?), Sohn von Wsewolod[4]

### Erzbistum Riga
- möglicherweise zum Erzbistum Riga (?)(1293-um 1307/1320)[5]

### Großfürstentum Litauen
- Vainius (1307/1320–1335)
- Wasili (1326) (unsicher)[6]
- Narimantas (nach 1335–1345)
- Andrius (1345–1377), Sohn von Algirdas, Großfürst von Litauen
- Skirgaila (1377–1382), Sohn von Algirdas
- Andrius (1382–1387)